# به پیش (نشریه)

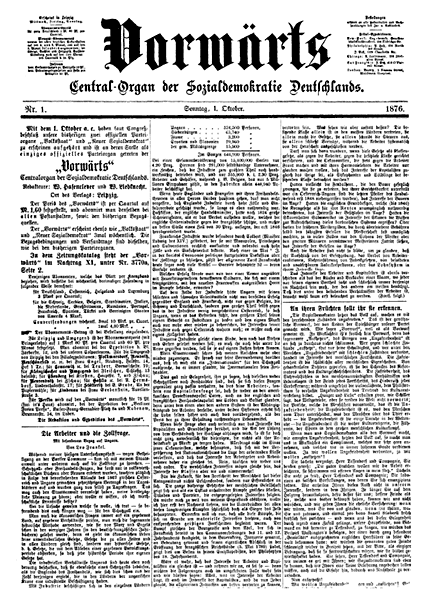
صفحه اول شماره اول (۱ اکتبر ۱۸۷۶) نشریه به پیش

Vorwärts (به معنای به پیش) (آلمانی: [ˈfɔʁvɛʁts]) روزنامه ای است که توسط حزب سوسیال دموکرات آلمان (SPD) منتشر می‌شد. این روزنامه در سال ۱۸۷۶ تأسیس شد و برای دهه‌های متمادی ارگان مرکزی SPD بود. به دنبال کنگره هاله حزب سوسیال دموکرات در سال ۱۸۹۱، این روزنامه به عنوان جانشینی برای روزنامه برلینر فولکس‌بلات که در ۱۸۸۴ تأسیس شد ، منتشر می‌شد. در حال حاضر این نشریه هر دو ماه یکبار منتشر می‌شود و برای همه اعضای حزب سوسیال دموکرات ارسال می‌گردد.

## تاریخ
این روزنامه با ادغام نشریه‌های دولت خلق که به آیزناخر تعلق داشت و. نشریه سوسیال دموکرات Der Sozialdemokrat (انجمن عمومی کارگران آلمان) تأسیس شد. اولین ویراستاران آن ویلهلم هاسنکلور و ویلهلم لیبکنشت بودند.
فردریش انگلس و کرت توچولسکی هر دو برای به پیش مقاله می‌نوشتند. این روزنامه از اقتصاددانان مارکسیست روسی و سپس منشویک‌ها (پس از انشعاب در حزب) حمایت کرد. به پیش همچنین مقالاتی از لئون تروتسکی منتشر کرد، اما هیچ مقاله ای توسط ولادیمیر لنین منتشر نشد.
در طول جنگ جهانی اول ، روزنامه به پیش ضمن حمایت از صلح طلبی و بی‌طرفی در جنگ با سیاست آتش‌بس مدنی حزب سوسیال دموکرات مخالف بود. تا سال ۱۹۱۶ که مدتی پس از اعزام رودولف هیلفردینگ به ارتش اتریش، فردریش استامپفر به عنوان سردبیر مسئول معرفی شد. او ارگان مرکزی نشریه را به سمت خط حزبی هدایت کرد و باعث شد نیمی از اردوگاه سوسیالیستی به شوونیستی تبدیل شود.
این روزنامه کاملاً مخالف انقلاب اکتبر بود و تمام تلاش خود را برای ایجاد یک حکومت پارلمانی در آلمان به کار می‌برد.
در سال ۱۹۲۳، روزنامه به پیش به دنبال شکایت آدولف هیتلر از این روزنامه به اتهام افترا محکوم شد و به او مبلغ ۶٬۰۰۰٬۰۰۰ مارک آلمان پرداخت کرد. این روزنامه ادعا کرده بود که بودجه هیتلر توسط "یهودیان آمریکایی و هنری فورد " تأمین شده‌است.
در دوره نازی‌ها، حزب سوسیال دموکرات آلمان غیرقانونی اعلام شد و انتشار به پیش از سال ۱۹۳۳ متوقف شد، این روزنامه تا سال ۱۹۳۸ در تبعید در چکسلواکی به فعالیت پرداخت و بعد از آن تا سال ۱۹۴۰ در پاریس فعال بود.
در سال ۱۹۴۸، این نشریه با عنوان Neuer Vorwärts ("به پیش جدید") احیا شد و در سال ۱۹۵۵ دوباره با نام سابق به پیش (Vorwärts) به فعالیت خود ادامه داد. به پیش از سال ۲۰۲۰ هر دو ماه یک‌بار با تیراژ ۳۶۰ هزار نسخه چاپ شده و با پست برای تمام اعضای حزب سوسیال دموکرات فرستاده می‌شود.